# Louis Mahoney
Louis Felix Danner Mahoney (* 8. September 1938 in Gambia; † 29. Juni 2020) war ein britischer Schauspieler.

## Leben
Louis Mahoney studierte zunächst Medizin. Später entschied er sich Schauspieler zu werden und absolvierte eine Schauspielausbildung. Louis Mahoney war sowohl in den 1970er Jahren als auch im Jahr 2007 in Doctor Who zu sehen. 2012 und 2013 war er in drei Folgen von der britischen Fernsehserie Being Human zu sehen. Andere Filme und Fernsehserien mit Louis Mahoney sind: Der Sklave der Amazonen, Nächte des Grauens oder Golda Meir. Neben seinen Film und Fernsehauftritten war Louis Mahoney auch im Theater zu sehen. 2013 spielte er eine Hauptrolle in dem Theaterstück Feast am Young Vic Theater in London.

## Filmografie
- 1962: Public Eye (Fernsehserie, eine Folge)
- 1965: The Sword in the Web (Fernsehserie, eine Folge)
- 1965: Geheimauftrag für John Drake (Danger Man, Fernsehserie, eine Folge)
- 1965: Curse of the Voodoo
- 1965: The Man in Room 17 (Fernsehserie, eine Folge)
- 1965–1966: Dixon of Dock Green (Fernsehserie, zwei Folgen)
- 1966: Nächte des Grauens (The Plague of the Zombies)
- 1967: Der Sklave der Amazonen (Slave Girls)
- 1970: Lobet den Marx und greift zu den Waffen (Praise Marx and Pass the Ammunition)
- 1970: The Troubleshooters (Fernsehserie, eine Folge)
- 1970: Task Force Police (Softly Softly: Task Force, Fernsehserie, eine Folge)
- 1970: Menace (Fernsehserie, eine Folge)
- 1971: Jason King (Fernsehserie, eine Folge)
- 1971–1975: Task Force Police (Z-Cars, Fernsehserie, drei Folgen)
- 1972: Adam Smith (Fernsehserie, drei Folgen)
- 1973: Die Spezialisten (Special Branch, Fernsehserie, eine Folge)
- 1973–1975: Doctor Who (Fernsehserie, vier Folgen)
- 1973–1978: Crown Court (Fernsehserie, fünf Folgen)
- 1974: Whatever Happened to the Likely Lads? (Fernsehserie, eine Folge)
- 1974: No Strings (Fernsehserie, eine Folge)
- 1975: The Fight Against Slavery (Fernsehserie, zwei Folgen)
- 1975: Quiller (Fernsehserie, eine Folge)
- 1975: Fawlty Towers (Fernsehserie, eine Folge)
- 1976: General Hospital (Fernsehserie, eine Folge)
- 1977: Television Club (Fernsehserie, eine Folge)
- 1977–1980: Die Profis (The Professionals, Fernsehserie, zwei Folgen)
- 1979: Me You and Him (Fernsehfilm)
- 1980: ITV Playhouse (Fernsehserie, eine Folge)
- 1980: Escape (Fernsehserie, eine Folge)
- 1981: Barbara’s Baby – Omen III (Omen III: The Final Conflict)
- 1981: The Spoils of War (Fernsehserie, eine Folge)
- 1981: Der Schlächter Idi Amin (Rise and Fall of Idi Amin)
- 1982: Golda Meir (Fernsehfilm)
- 1983: The Old Men at the Zoo (Fernsehserie, eine Folge)
- 1984: Play for Today (Fernsehserie, eine Folge)
- 1984: Sheena – Königin des Dschungels (Sheena)
- 1985: Miss Marple – Das Geheimnis der Goldmine (Miss Marple: A Pocketful of Rye, Fernsehfilm, eine Folge)
- 1985: Black Silk (Fernsehserie, eine Folge)
- 1986: Death Is Part of the Process (Fernsehfilm)
- 1987: Die letzten Tage in Kenya (White Mischief )
- 1987: The Refuge (Fernsehserie, eine Folge)
- 1987: Schrei nach Freiheit (Cry Freedom)
- 1987: The Lenny Henry Show (Fernsehserie, sechs Folgen)
- 1987: Yes Minister (Fernsehserie, eine Folge)
- 1989: Boon (Fernsehserie, eine Folge)
- 1989: The Real Eddy English (Fernsehserie, vier Folgen)
- 1989: After the War (Fernsehserie, eine Folge)
- 1989: Saracen (Fernsehserie, eine Folge)
- 1989–1994: The Bill (Fernsehserie, drei Folgen)
- 1990: Jim Bergerac ermittelt (Bergerac, Fernsehserie, eine Folge)
- 1990: South of the Border (Fernsehserie, eine Folge)
- 1990: Verführerische Geschichten (Women and Men: Stories of Seduction, Fernsehfilm)
- 1991–2007: Casualty (Fernsehserie, zwei Folgen)
- 1992: Love Hurts (Fernsehserie, eine Folge)
- 1992: London’s Burning  (Fernsehserie, eine Folge)
- 1992–1993: Abenteuer in der Karibik (Runaway Bay, Fernsehserie, 19 Folgen)
- 1993: One Foot in the Grave (Fernsehserie, eine Folge)
- 1994: Fait (Fernsehserie, eine Folge)
- 1995: Health and Efficiency (Fernsehserie, eine Folge)
- 1995: Hidden Empire: A Son of Africa (Fernsehfilm)
- 1996: Accused (Fernsehserie, eine Folge)
- 1997: Turning World (Fernsehserie, drei Folgen)
- 1997: Shooting Fish
- 1999: Harbour Lights (Fernsehserie, neun Folgen)
- 2000: Urban Gothic (Fernsehserie, eine Folge)
- 2001–2002: Oscar Charlie (Fernsehserie, zehn Folgen)
- 2003: Davids wundersame Welt (Wondrous Oblivion)
- 2003: Notting Hill Anxiety Festival (Kurzfilm)
- 2004: Sea of Souls (Fernsehserie, zwei Folgen)
- 2005: Shooting Dogs
- 2005: Holby City (Fernsehserie, eine Folge)
- 2005: Casualty @ Holby City (Fernsehserie, zwei Folgen)
- 2006: All in the Game (Fernsehfilm)
- 2007: Doctor Who (Fernsehserie, eine Folge)
- 2008: 10 Days to War (Fernsehserie, eine Folge)
- 2011: Waking the Dead – Im Auftrag der Toten (Waking the Dead, Fernsehserie, zwei Folgen)
- 2011: Random (Fernsehfilm)
- 2012: Doctors (Fernsehserie, eine Folge)
- 2013: Jonah (Kurzfilm)
- 2012–2013: Being Human (Fernsehserie, drei Folgen)
- 2013: Captain Phillips
- 2014: New Tricks – Die Krimispezialisten (New Tricks, Fernsehserie, eine Folge)
- 2020: The Split – Beziehungsstatus ungeklärt (The Split, Fernsehserie, eine Folge)